# Kanton Maromme
Kanton Maromme is een voormalig kanton van het Franse departement Seine-Maritime. Het kanton maakte deel uit van het arrondissement Rouen. Het werd opgeheven bij decreet van 27 februari 2014 met uitwerking in maart 2015.

## Gemeenten
Het kanton Maromme omvatte de volgende gemeenten:
- Canteleu
- Maromme (hoofdplaats)